# Heidi Swedberg
Pour les articles homonymes, voir Swedberg.
Heidi Swedberg est une actrice américaine, née le 3 mars 1966 à Honolulu (Hawaï). Elle est surtout connue pour avoir joué le rôle de Susan Ross, la fiancée de George, dans la série télévisée Seinfeld.

## Filmographie
- 1989 : Un héros comme tant d'autres (In Country) de Norman Jewison : Dawn
- 1990 : Welcome Home, Roxy Carmichael de Jim Abrahams : Andrea Stein
- 1990 : Un flic à la maternelle (Kindergarten Cop) : Joshua's Mother
- 1991 : Too Much Sun de Robert Downey Sr. : : Sister Agnes
- 1991 : Hot Shots! de Jim Abrahams : Mary Thompson
- 1994 : La Quatrième Dimension : L'ultime voyage (Twilight Zone: Rod Serling's Lost Classics) (TV) : (segment "The Theater")
- 1994 : Tel père, tel scout (Father and Scout) (TV) : Donna
- 1994 : Star Trek Deep Space Nine (TV) : Rekelen (Saison 2, épisode 18 "Pertes et profits")
- 1996 : Personnel et confidentiel (Up Close & Personal) : Sheila
- 1996 : The Cold Equations (TV) : Board Member
- 1997 : A Parking Lot Story : Car Owner
- 1997 : Un billet pour le danger (The Ticket) (TV) : Rita
- 1997 : Breast Men : Eileen
- 1998 : Denis la Malice sème la panique (Dennis the Menace Strikes Again!) (vidéo) : Alice Mitchell
- 1999 : L'Enfant secret (Evolution's Child) (TV) : Elaine Cordell
- 1999 : Galaxy Quest : Mrs. Wheeger
- 2000 : 75 Degrees in July : Kay Colburn
- 2002 : Apparitions (Dragonfly) : Surgical Nurse
- 2002 : Jumping for Joy
- 2002 : Gilmore Girls (3x04)
- 2003 : Moving Alan : Female Ranger